# Liberia op de Olympische Zomerspelen 1984
Liberia nam deel aan de Olympische Zomerspelen 1984 in Los Angeles, Verenigde Staten. Vier jaar eerder in Moskou zou het West-Afrikaanse land meedoen, maar trok het zich terug na de openingsceremonie nadat kort daarvoor in eigen land een staatsgreep had plaatsgevonden onder leiding van Samuel Doe.

## Deelnemers en resultaten

### Atletiek
| Olympiër                                                 | Discipline   | Resultaat | Prestatie                 |
| -------------------------------------------------------- | ------------ | --------- | ------------------------- |
| Oliver Daniels                                           | 100m (m)     | 50e       | serie 6: 6de in 10,76     |
| Augustus Moulton                                         | 200m (m)     | 71e       | serie 4: 8ste in 22,94    |
| Samuel Sarkpa                                            | 400m (m)     | 52e       | serie 10: 6de in 47,65    |
| Nimley Twegbe                                            | 5000m (m)    | 54e       | serie 1: 14de in 17.36,69 |
| Wallace Obey Hassan Tall Oliver Daniels Augustus Moulton | 4x100m (m)   | 20e       | serie 3: 7de in 42,05     |
| Nimley Twegbe                                            | marathon (m) | DNF       | niet gefinisht            |
|                                                          |              |           |                           |
| Grace Ann Dinkins                                        | 100m (v)     | 42e       | serie 5: 7de in 12,35     |

Algerije · Amerikaanse Maagdeneilanden · Andorra · Antigua en Barbuda · Argentinië · Australië · Bahama’s · Bahrein · Bangladesh · Barbados · België · Belize · Benin · Bermuda · Bhutan · Birma · Bolivia · Bondsrepubliek Duitsland · Botswana · Brazilië · Britse Maagdeneilanden · Canada · Centraal-Afrikaanse Republiek · Chili · China · Chinees Taipei · Colombia · Congo-Brazzaville · Costa Rica · Cyprus · Denemarken · Djibouti · Dominicaanse Republiek · Ecuador · Egypte · El Salvador · Equatoriaal-Guinea · Fiji · Filipijnen · Finland · Frankrijk · Gabon · Gambia · Ghana · Grenada · Griekenland · Groot-Brittannië · Guatemala · Guinee · Guyana · Haïti · Honduras · Hongkong · Ierland · IJsland · India · Indonesië · Irak · Israël · Italië · Ivoorkust · Jamaica · Japan · Joegoslavië · Jordanië · Kaaimaneilanden · Kameroen · Kenia · Koeweit · Lesotho · Libanon · Liberia · Liechtenstein · Luxemburg · Madagaskar · Malawi · Maleisië · Mali · Malta · Marokko · Mauritanië · Mauritius · Mexico · Monaco · Mozambique · Nederland · Nederlandse Antillen · Nepal · Nicaragua · Nieuw-Zeeland · Niger · Nigeria · Noord-Jemen · Noorwegen · Oeganda · Oman · Oostenrijk · Pakistan · Panama · Papoea-Nieuw-Guinea · Paraguay · Peru · Portugal · Puerto Rico · Qatar · Roemenië · Rwanda · Salomonseilanden · Samoa · San Marino · Saoedi-Arabië · Senegal · Seychellen · Sierra Leone · Singapore · Soedan · Somalië · Spanje · Sri Lanka · Suriname · Swaziland · Syrië · Tanzania · Thailand · Togo · Tonga · Trinidad en Tobago · Tsjaad · Tunesië · Turkije · Uruguay · Venezuela · Verenigde Arabische Emiraten · Verenigde Staten · Zaïre · Zambia · Zimbabwe · Zuid-Korea · Zweden · Zwitserland